# Primno latreillei
Primno latreillei är en kräftdjursart som beskrevs av Stebbing 1888. Primno latreillei ingår i släktet Primno och familjen Phrosinidae. Inga underarter finns listade i Catalogue of Life.